# 花村あづさ
花村 あづさ（はなむら あづさ、1976年4月16日 - ）は、愛知県豊田市出身のフリーアナウンサーである。

## 略歴
- 東京女子大学現代文化学部言語文化学科を卒業
- 2000年4月にチューリップテレビにアナウンサーとして入社。
- 2003年10月に退社後、アナウンス事務所に所属せず東京に拠点を移してフリーアナウンサーとして出発。結婚、二児の母となる。
- 2009年4月より、有限会社エクステンションに所属した。
- 中学・高校英語教員免許、英語検定準1級取得

## 出演番組
- 「TOYOTA 飛び出せ街かど天気予報」（ニッポン放送　土曜日）

### チューリップテレビアナウンサー時代
- 「ニュースの森とやま」「チョイス!」お天気キャスター
- 「エクスプレス」「おはよう!グッデイ」「ウォッチ!」中継リポーター

### フリーアナウンサー時代
- 「レディス4」（テレビ東京）リポーター
- 「田崎亭」（BS-i）ナレーション

など